# Кимјер ле Мор Ом
Кимјер ле Мор Ом (фр. Cumières-le-Mort-Homme) је насељено место у Француској у региону Лорена, у департману Меза.
По подацима из 2011. године у општини је живело 0 становника, а густина насељености је износила 0,0 становника/km².

## Демографија
| 1962. | 1968. | 1975. | 1982. | 1990. | 2011. |
| ----- | ----- | ----- | ----- | ----- | ----- |
| 3     | 7     | 4     | 3     | 1     | 0     |